# Brachyanax gentilis
Brachyanax gentilis är en tvåvingeart som först beskrevs av Enrico Adelelmo Brunetti 1909.  Brachyanax gentilis ingår i släktet Brachyanax och familjen svävflugor. Inga underarter finns listade i Catalogue of Life.